# PCL86

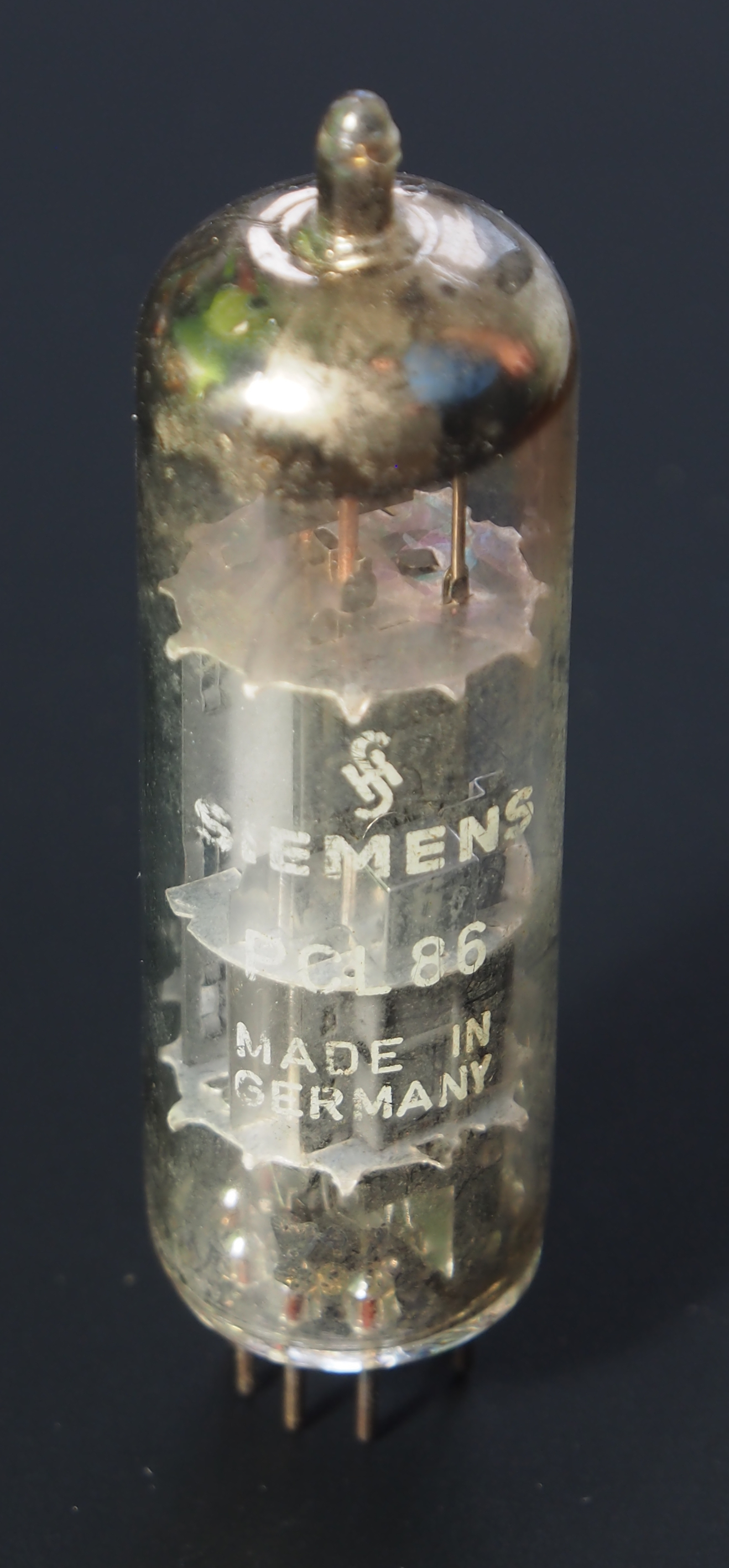
Lampa PCL86

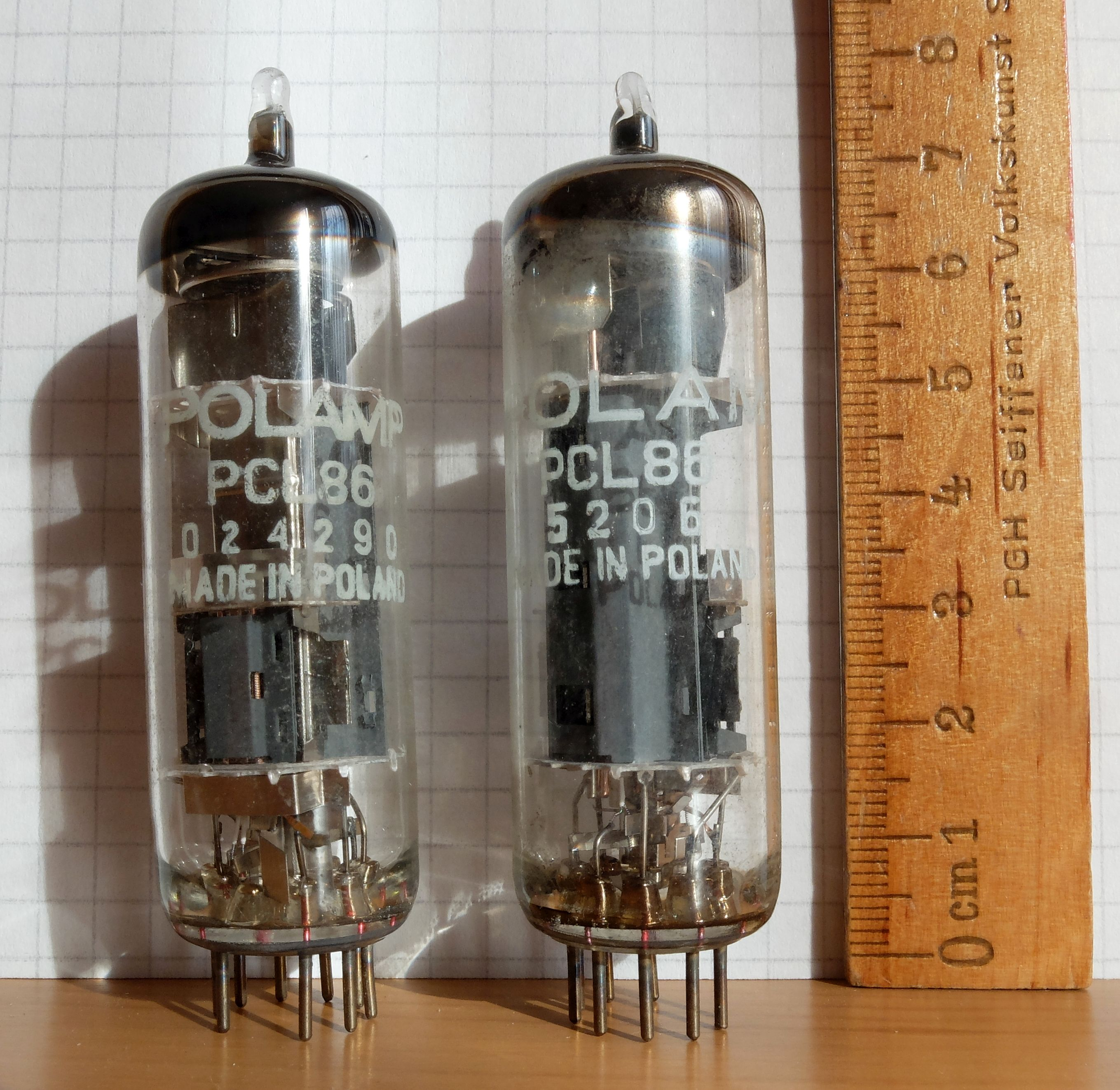
Lampa PCL86 produkcji firmy POLAM

PCL86 jest lampą elektronową dwusystemową (wewnątrz bańki znajdują się dwie konstrukcje trioda i pentoda) o cokole novalowym. W XX wieku była stosowana zazwyczaj w telewizyjnych wzmacniaczach małej częstotliwości, w XXI wieku występuje w amatorskich układach audio.
Bliźniaczym typem lampy – o  żarzeniu na inne napięcie (6,3 V, do układów żarzenia równoległego) – jest lampa ECL86.

## Dane techniczne
Żarzenie: szeregowe
- napięcie żarzenia  14,5 V (13 V)
- prąd żarzenia   300 mA

| Parametr                        | Wartość  |
| ------------------------------- | -------- |
| napięcie anodowe                | 230 V    |
| prąd anodowy                    | 1,2 mA   |
| nachylenie charakterystyki (Sa) | 1,6 mA/V |
| napięcie siatki                 | -1,7 V   |
| współczynnik amplifikacji (Ka)  | 100V/V   |

| Parametr                        | Wartość   |
| ------------------------------- | --------- |
| napięcie anodowe                | 230 V     |
| prąd anodowy                    | 39 mA     |
| nachylenie charakterystyki (Sa) | 10,5 mA/V |
| napięcie siatki                 | -5,7 V    |

| Parametr                        | Wartość |
| ------------------------------- | ------- |
| napięcie anodowe                | 250 V   |
| moc tracona na anodzie          | 0,5 W   |
| prąd katodowy                   | 4 mA    |
| napięcie włókno żarzenia/katoda | 100 V   |

| Parametr                        | Wartość |
| ------------------------------- | ------- |
| napięcie anodowe                | 250 V   |
| moc tracona na anodzie          | 9 W     |
| prąd katodowy                   | 55 mA   |
| napięcie włókno żarzenia/katoda | 100 V   |